# Spørteggbreen
Spørteggbreen ist ein Gletscher im Breheimen-Nationalpark in Westnorwegen. Mit einer Fläche von 28 km² gehört er zu den Eiskappen. Seine höchste Erhebung befindet sich mit 1775 m auf dem Gipfel des Grånosi.

## Lage
Der Spørteggbreen befindet sich in der Provinz Vestland in der Gemeinde Luster. Dort liegt er im südlichen Teil des Breheimen, zwischen den Tälern Jostedalen im Westen,  Mørkrisdalen im Osten und dem Martadal im Norden. Im Süden schließt sich die Hochebene Smådalene mit vielen kleinen Seen an.